# Diana Coupland
Diana Coupland (właśc. Betty Diana Coupland, ur. 5 marca 1928 w Leeds, zm. 10 listopada 2006 w Coventry) – brytyjska wokalistka i aktorka, współcześnie pamiętana przede wszystkim jako odtwórczyni jednej z głównych ról w sitcomie Bless This House (1971-1976).

## Życiorys
Jako bardzo młoda dziewczyna chciała zostać tancerką baletową, ale na przeszkodzie stanęła jej kontuzja odniesiona w czasie jazdy konnej. Zamiast tego zaczęła śpiewać i już jako czternastolatka uzyskała etatowy angaż w klubie muzycznym w rodzinnym Leeds. Rok później cała jej rodzina przeniosła się do Londynu, aby mogła rozwijać swoją karierę jako wokalistka big-bandów grających w czołowych klubach i najdroższych hotelach brytyjskiej stolicy. Była także zatrudniana przez producentów filmowych do dubbingowania znanych aktorek w scenach, w których miały one śpiewać. W takim charakterze pojawiła się m.in. w filmie Doktor No, pierwszej odsłonie serii obrazów o Jamesie Bondzie, gdzie była „śpiewającym głosem” Ursuli Andress.
Od 1959 występowała również na West Endzie, co po kilku latach skłoniło ją do całkowitego porzucenia kariery muzycznej na rzecz aktorstwa. W 1961 zadebiutowała w telewizji, gościnną rolą w serialu medycznym Emergency – Ward 10. Początkowo pojawiała się głównie w serialach obyczajowych i kryminalnych, ale po występach m.in. w serialu Please Sir! oraz filmie Mela Brooksa Dwanaście krzeseł zaczęła być postrzegana przede wszystkim jako aktorka komediowa. To doprowadziło ją do otrzymania swojej najbardziej znanej roli, w sitcomie Bless This House, gdzie partnerowała jako serialowa żona Sidowi Jamesowi, mającemu wówczas status gwiazdy brytyjskiego kina komercyjnego. Zagrała we wszystkich 65 odcinkach tej produkcji, a także w opartym na niej filmie kinowym.
W późniejszych latach swojej kariery pozostała przede wszystkim aktorką telewizyjną, występującą m.in. w takich serialach jak Jedną nogą w grobie, Na sygnale czy EastEnders. Zmarła w szpitalu uniwersyteckim w Coventry w wieku 74 lat. Przyczyną zgonu były powikłania po operacji, której poddała się w związku z ciągnącymi przez wiele lat kłopotami kardiologicznymi.